# Blessonville
Blessonville est une commune française située dans le département de la Haute-Marne, en région Grand Est.

## Géographie

### Hydrographie
La commune est dans la région hydrographique « la Seine de sa source au confluent de l'Oise (exclu) » au sein du bassin Seine-Normandie. Elle n'est drainée par aucun cours d'eau,.

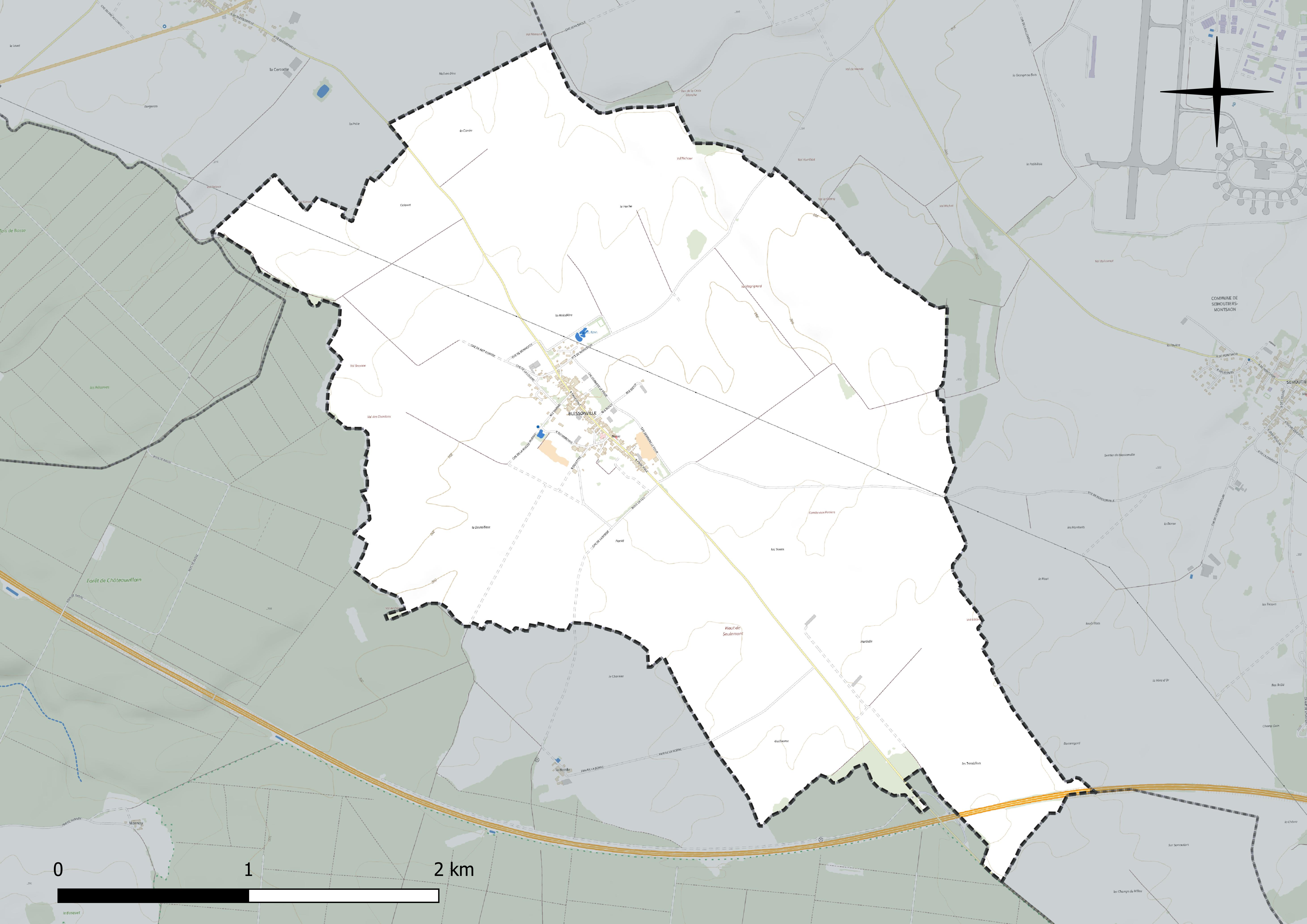
Réseau hydrographique de Blessonville.

### Climat
Pour des articles plus généraux, voir Climat du Grand Est et Climat de la Haute-Marne.
En 2010, le climat de la commune est de type climat des marges montargnardes, selon une étude du Centre national de la recherche scientifique s'appuyant sur une série de données couvrant la période 1971-2000. En 2020, Météo-France publie une typologie des climats de la France métropolitaine dans laquelle la commune est exposée à un climat océanique altéré et est dans la région climatique  Lorraine, plateau de Langres, Morvan, caractérisée par un hiver rude (1,5 °C), des vents modérés et des brouillards fréquents en automne et hiver. 
Pour la période 1971-2000, la température annuelle moyenne est de 9,7 °C, avec une amplitude thermique annuelle de 16,5 °C. Le cumul annuel moyen de précipitations est de 921 mm, avec 13,4 jours de précipitations en janvier et 9 jours en juillet. Pour la période 1991-2020, la température moyenne annuelle observée sur la station météorologique de Météo-France la plus proche, « Saint-loup-sur-aujon_sapc », sur la commune de Saint-Loup-sur-Aujon à 20 km à vol d'oiseau, est de 10,5 °C et le cumul annuel moyen de précipitations est de 918,0 mm. 
La température maximale relevée sur cette station est de 39,9 °C, atteinte le 25 juillet 2019 ; la température minimale est de −22 °C, atteinte le 20 décembre 2009,,. 
Les paramètres climatiques de la commune ont été estimés pour le milieu du siècle (2041-2070) selon différents scénarios d'émission de gaz à effet de serre à partir des nouvelles projections climatiques de référence DRIAS-2020. Ils sont consultables sur un site dédié publié par Météo-France en novembre 2022.

## Urbanisme

### Typologie
Au 1er janvier 2024, Blessonville est catégorisée commune rurale à habitat dispersé, selon la nouvelle grille communale de densité à sept niveaux définie par l'Insee en 2022.
Elle est située hors unité urbaine. Par ailleurs la commune fait partie de l'aire d'attraction de Chaumont, dont elle est une commune de la couronne,. Cette aire, qui regroupe 112 communes, est catégorisée dans les aires de 50 000 à moins de 200 000 habitants,.

### Occupation des sols
L'occupation des sols de la commune, telle qu'elle ressort de la base de données européenne d’occupation biophysique des sols Corine Land Cover (CLC), est marquée par l'importance des territoires agricoles (97,3 % en 2018), une proportion identique à celle de 1990 (97,3 %). La répartition détaillée en 2018 est la suivante : 
terres arables (94,5 %), zones agricoles hétérogènes (2,7 %), zones urbanisées (2,6 %), forêts (0,1 %). L'évolution de l’occupation des sols de la commune et de ses infrastructures peut être observée sur les différentes représentations cartographiques du territoire : la carte de Cassini (XVIIIe siècle), la carte d'état-major (1820-1866) et les cartes ou photos aériennes de l'IGN pour la période actuelle (1950 à aujourd'hui).

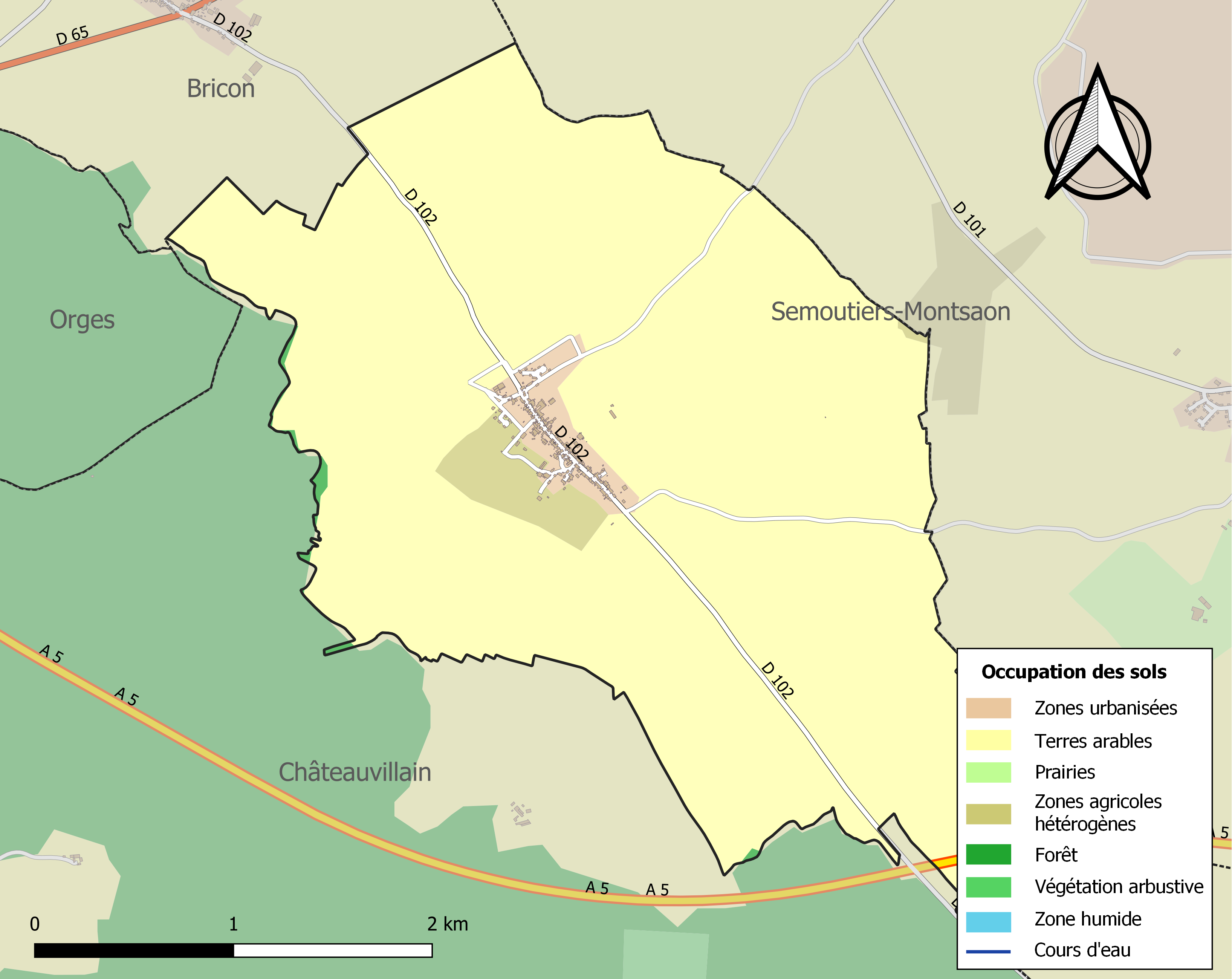
Carte des infrastructures et de l'occupation des sols de la commune en 2018 (CLC).

## Histoire
Blessonville est un site habité depuis le néolithique. Le village fut Gallo-Romain dans l'Antiquité. Aujourd'hui, des thermes sont encore visibles et des traces d'anciennes villas peuvent être observées par voie aérienne. En effet, ce sont ces fermes et les excellentes terres à blé qui ont donné le nom du village. De plus, celui-ci est traversé par une voie romaine aujourd'hui sous la route qui relie Blessonville à Bricon.
Traversé par la via francigena, voie de Sigéric, Blessonville est une étape de ce pèlerinage et propose une maison des pèlerins. Par ailleurs, au XVIe siècle, en déplacement dans le duché de Châteauvillain, François premier fit une halte à Blessonville.
Au XIXe, une voie impériale  de Napoléon III fut tracée dans une forêt des alentours.

## Toponymie
La première mention est Blecunvilla en 1231.
puis DeBlidsonis Villa (domaine de Blesson)
Le nom propre Blidso est un dérivé de Blido : forme familière des noms d'hommes :Blidegarius, Blitharius.
Il porta successivement le nom de Blecunvilla, puis Bleconville ou Bleconvile, puis Bleson - wei, puis Bleconvilla, Blessonville, puis Blesonville et enfin depuis 1789, Blessonville jusqu'à aujourd'hui.

## Héraldique
| Blason de Blessonville | Blason  | Parti: au 1er, de sable à la roue de sainte-Catherine d'or, au 2e d'or au château donjonné et pavillonné d'azur, ajouré et ouvert de sable.          |
| Blason de Blessonville | Détails | Le château de Châteauvillain est présent sur le blason de Blessonville car, autrefois, le village faisait partie de ce duché. Utilisé par la mairie. |

## Politique et administration
| Période                                  | Période         | Identité           | Étiquette | Qualité |
| ---------------------------------------- | --------------- | ------------------ | --------- | ------- |
| 1871                                     | 1908            | Armand Cousin      |           |         |
| 1908                                     | 1925            | Théophile Michaut  |           |         |
| 1925                                     | décembre 1956   | Albin Roblin       |           |         |
| 1956                                     | 1965            | Alexis Dussaussay  |           |         |
| 1965                                     | 2001            | Gilbert Batier     |           |         |
| mars 2001                                | mars 2014       | Fabrice Noirot     |           |         |
| mars 2014                                | 14 février 2017 | Roseline Simons    |           |         |
| Les données manquantes sont à compléter. |                 |                    |           |         |
| 2020                                     | En cours        | Jean-Louis Bresson |           |         |
| Les données manquantes sont à compléter. |                 |                    |           |         |

## Population et société

### Démographie
L'évolution du nombre d'habitants est connue à travers les recensements de la population effectués dans la commune depuis 1793. Pour les communes de moins de 10 000 habitants, une enquête de recensement portant sur toute la population est réalisée tous les cinq ans, les populations de référence des années intermédiaires étant quant à elles estimées par interpolation ou extrapolation. Pour la commune, le premier recensement exhaustif entrant dans le cadre du nouveau dispositif a été réalisé en 2006.

En 2022, la commune comptait 176 habitants, en évolution de −12 % par rapport à 2016 (Haute-Marne : −4,62 %, France hors Mayotte : +2,11 %).
| 1793 | 1800 | 1806 | 1821 | 1831 | 1836 | 1841 | 1846 | 1851 |
| ---- | ---- | ---- | ---- | ---- | ---- | ---- | ---- | ---- |
| 383  | 364  | 379  | 371  | 412  | 435  | 427  | 433  | 414  |

| 1856 | 1861 | 1866 | 1872 | 1876 | 1881 | 1886 | 1891 | 1896 |
| ---- | ---- | ---- | ---- | ---- | ---- | ---- | ---- | ---- |
| 374  | 373  | 343  | 327  | 314  | 307  | 307  | 287  | 265  |

| 1901 | 1906 | 1911 | 1921 | 1926 | 1931 | 1936 | 1946 | 1954 |
| ---- | ---- | ---- | ---- | ---- | ---- | ---- | ---- | ---- |
| 240  | 228  | 217  | 186  | 196  | 210  | 200  | 205  | 247  |

| 1962 | 1968 | 1975 | 1982 | 1990 | 1999 | 2006 | 2011 | 2016 |
| ---- | ---- | ---- | ---- | ---- | ---- | ---- | ---- | ---- |
| 224  | 205  | 168  | 167  | 186  | 190  | 216  | 224  | 200  |

| 2021 | 2022 | - | - | - | - | - | - | - |
| ---- | ---- | - | - | - | - | - | - | - |
| 180  | 176  | - | - | - | - | - | - | - |

## Lieux et monuments
L'église est dédiée à  Saint-Pierre et Saint-Paul. Sa nef  est datée de 1645.

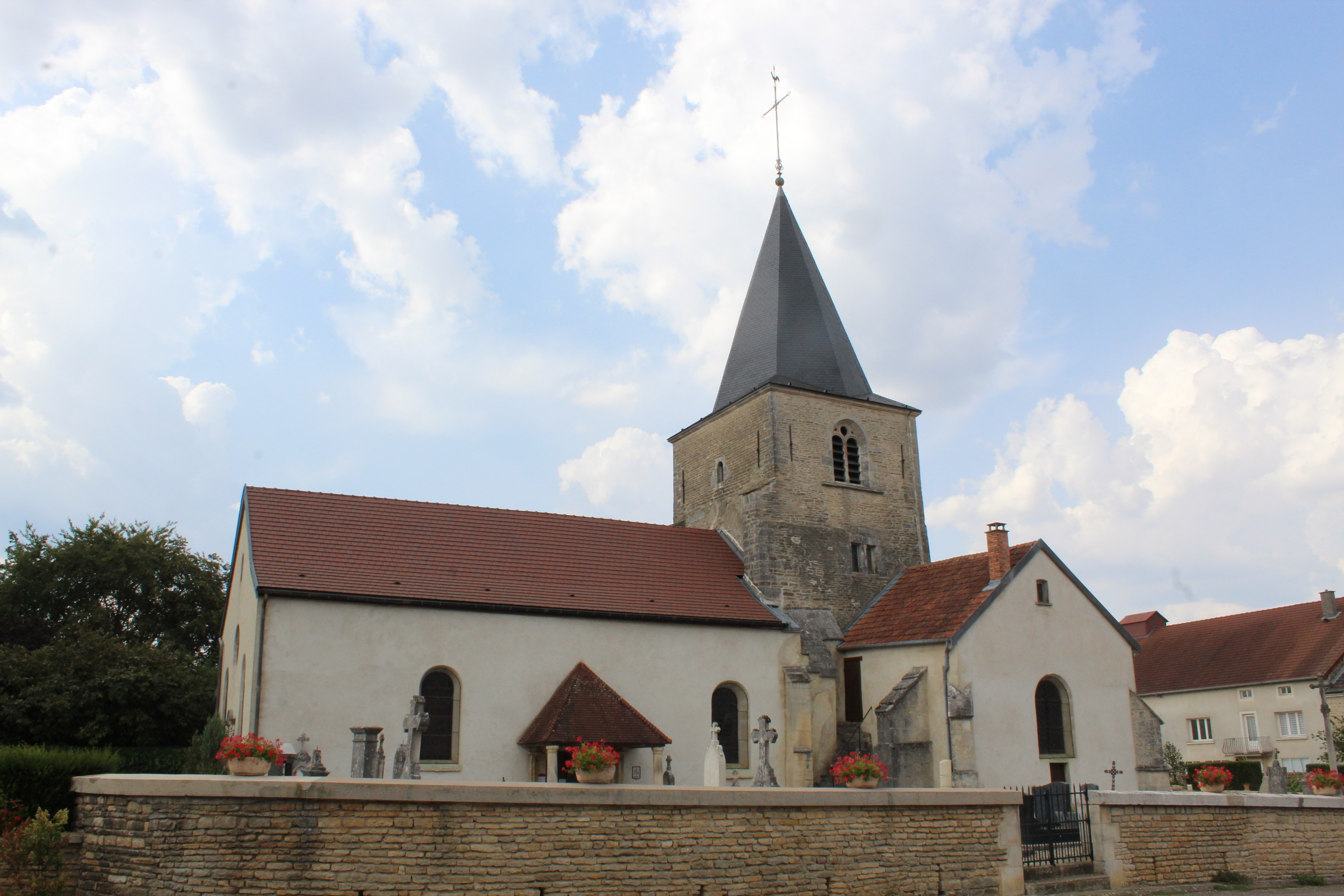
L'église.
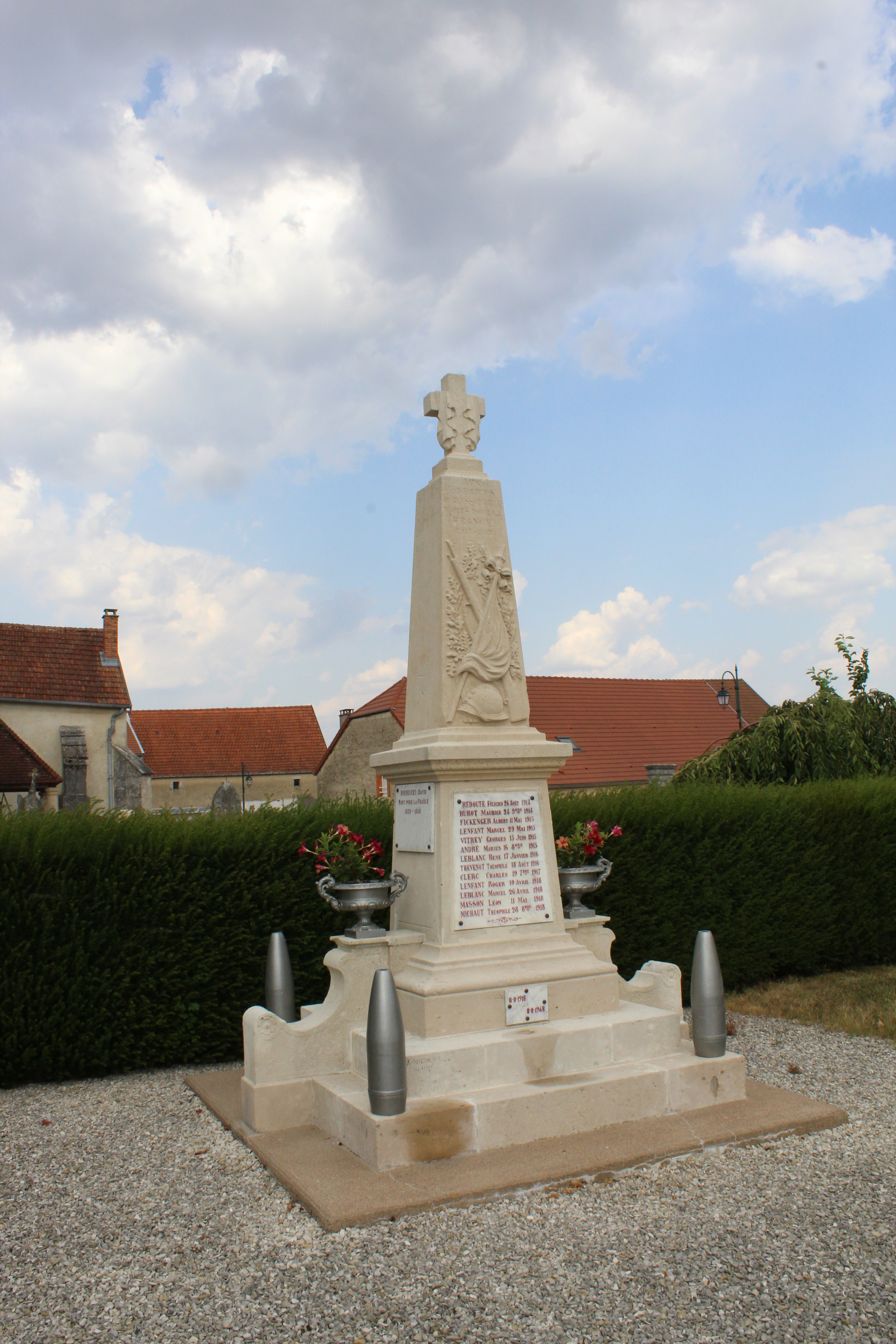
Le monument aux morts.
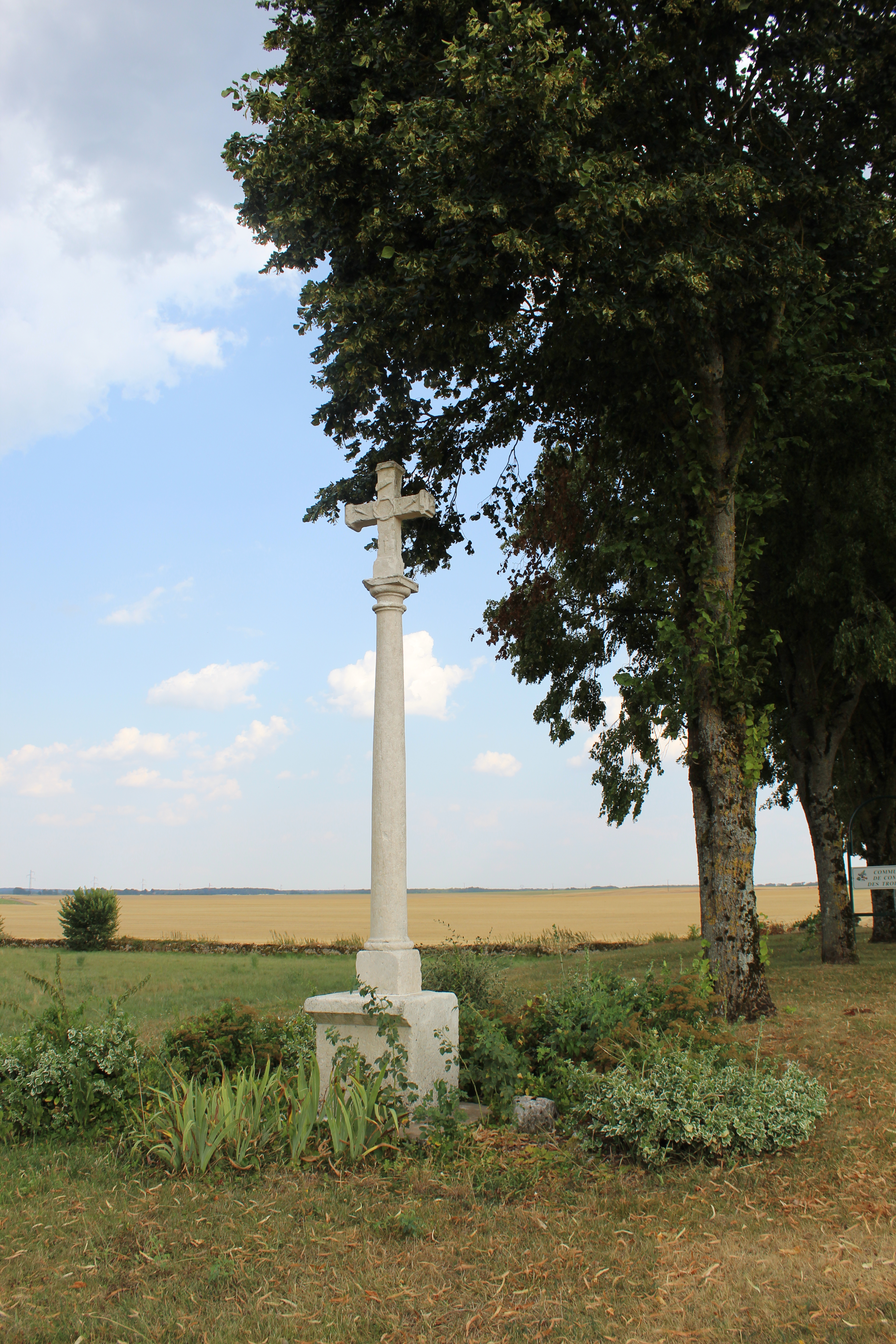
Croix de chemin.
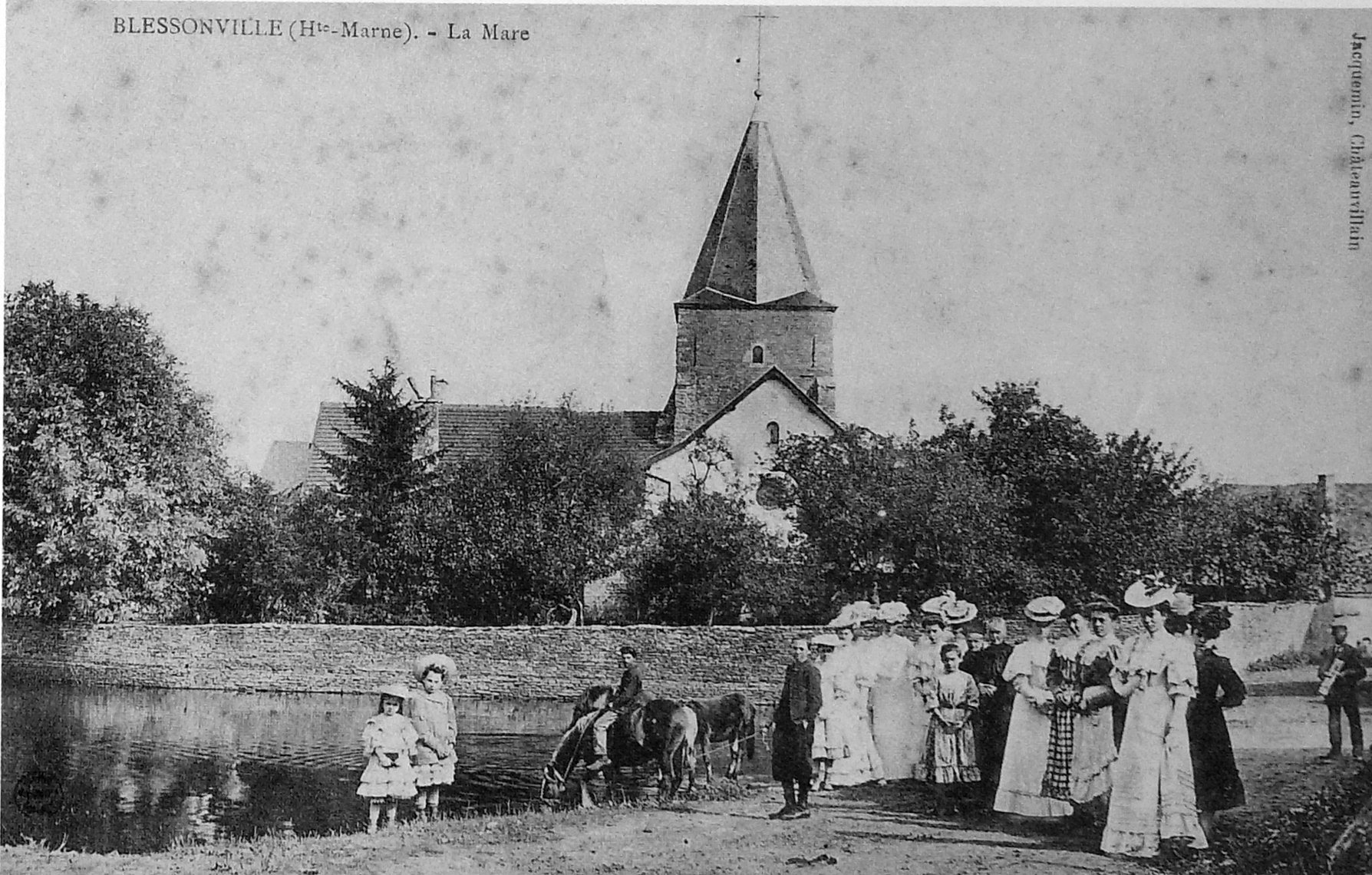
Devant l'église en 1950
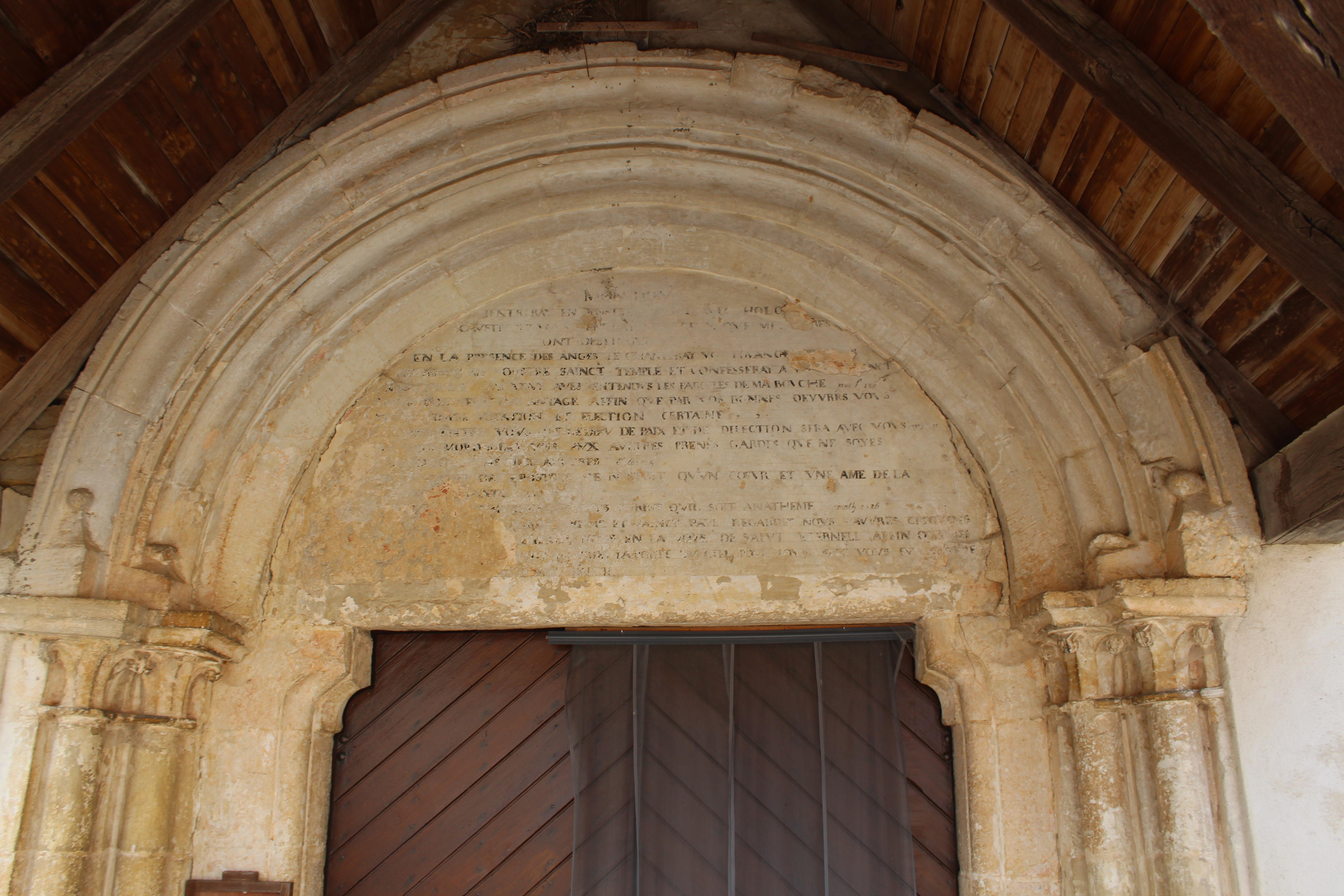
Devant la porte Sud
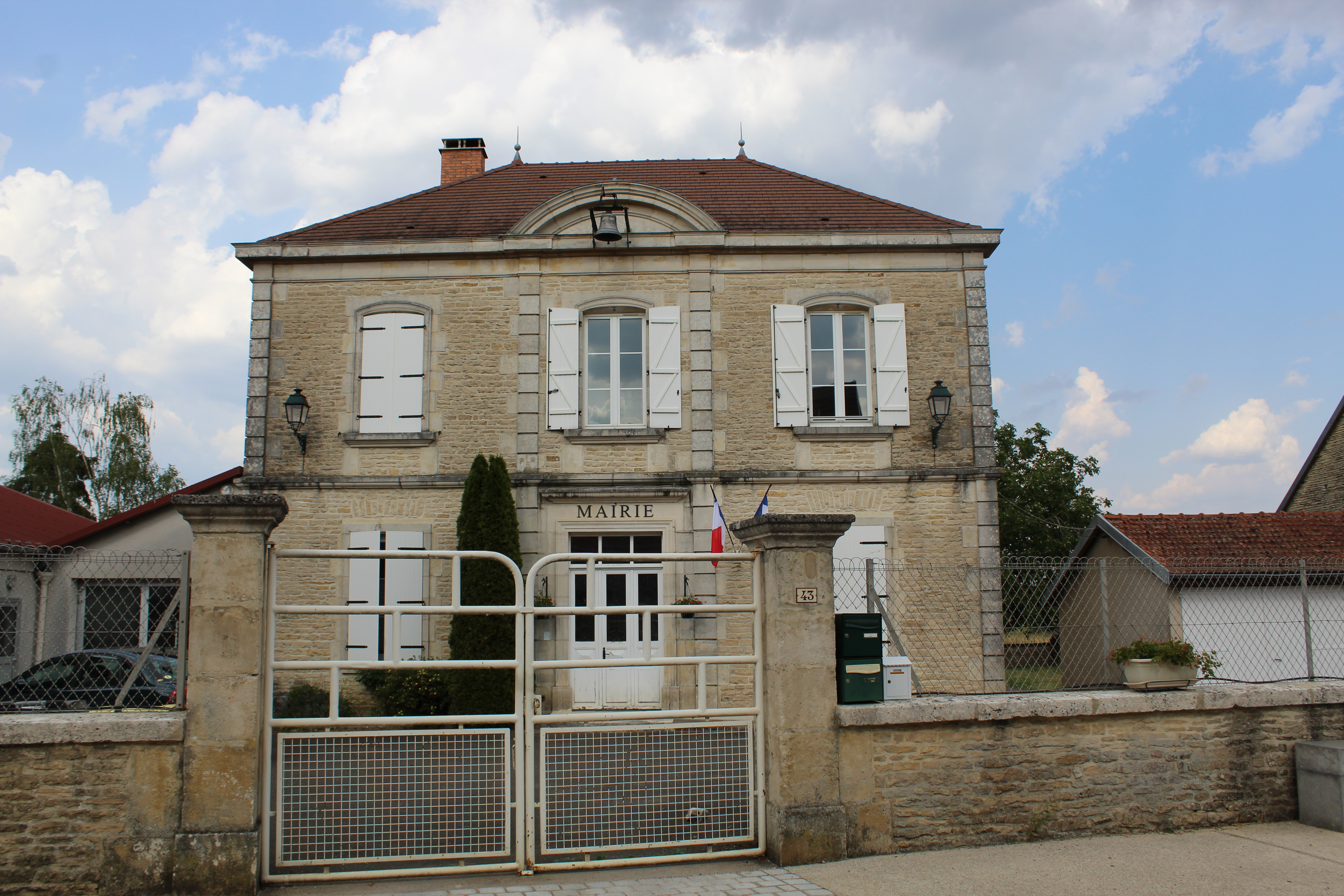
La mairie, ancienne école.